# NGC 3951
NGC 3951 ist eine Spiralgalaxie mit aktivem Galaxienkern vom Hubble-Typ S im Sternbild Löwe auf der Ekliptik. Sie ist schätzungsweise 287 Millionen Lichtjahre von der Milchstraße entfernt und hat einen Durchmesser von etwa 95.000 Lj.

Im selben Himmelsareal befinden sich die Galaxien NGC 3983, NGC 4002, IC 739, IC 744.
Das Objekt wurde am 10. April 1785 vom deutsch-britischen Astronomen Wilhelm Herschel entdeckt.